# Фіона Гордон
Фіо́на Го́рдон (англ. Fiona Gordon; нар. 1957, Австралія) — канадська акторка, режисерка, продюсер і сценаристка. Працює у творчому дуеті зі своїм чоловіком Домініком Абелем.

## Біографія
Фіона Гордон народилася в 1957 році в Австралії, але виросла в Канаді. Закінчила Віндзорський університет в Канаді, отримавши диплом з театрального мистецтва. На початку 1980-х років вона приїхала в Париж де поступила до театральної школи Жака Лекока, і там познайомилася зі своїм майбутнім чоловіком і партнером Домініком Абелем. Разом вони заснували компанію «Courage My Love» та почали виступати творчим дуетом з гастролями по різних країнах. У 1987 році пара оформила офіційний шлюб.
Перш ніж випустити свій перший повнометражний фільм «Айсберг», Фіона і Домінік зняли декілька короткометражних фільмів. Пізніше разом з режисером Бруно Ромі, Фіона і Домінік зняли другий повнометражний фільм «Румба», в якому також зіграли головні ролі. Фільм «Румба» оповідає про двох сільських учителів — Фіону і Домініка — які захоплюються латиноамериканськими танцями та несподівано закохуються одне в одного.
Наступною спільною роботою Абеля і Гордон стала комедійна драма 2011 року «Феї», яка позиціонувалася як сучасна казка для дорослих.
У 2016 році дует випустив свій черговий фільм «Дива в Парижі», в якому також знялися актори Еммануель Ріва і П'єр Рішар. Сюжет фільму оповідає про жінку, що приїхала до Парижа, де зустріла кохання всього свого життя. Стрічка стала останньою роботою відомої французької акторки Еммануель Ріва, яка померла незабаром після закінчення зйомок у віці 89 років.

## Фільмографія
Акторка
| Рік  |     | Назва українською           | Оригінальна назва        | Роль       |
| ---- | --- | --------------------------- | ------------------------ | ---------- |
| 1994 | к/м | Мерсі, Купідон!             | Merci Cupidon            |            |
| 1998 |     |                             | Le bar des amants        | Фіона      |
| 2000 | к/м | Розіта                      | Rosita                   | Розіта     |
| 2000 | к/м | Прогулянка на Дикій Стороні | Walking on the Wild Side |            |
| 2003 | к/м |                             | Je suis Lune             | Луна       |
| 2005 |     | Айсберг                     | L'iceberg                | Фіона      |
| 2008 |     | Румба                       | Rumba                    | Фіона      |
| 2011 |     | Фея                         | La fée                   | Фіона, фея |
| 2016 |     | Дива в Парижі               | Paris pieds nus          |            |

Режисерка, сценаристка, продюсер
(Усі з Домініком Абелем)
| Рік  |     | Назва українською           | Оригінальна назва        | Режисер | Сценарист | Продюсер |
| ---- | --- | --------------------------- | ------------------------ | ------- | --------- | -------- |
| 1994 | к/м | Мерсі, Купідон!             | Merci Cupidon            | Так     | Так       |          |
| 2000 | к/м | Розіта                      | Rosita                   | Так     | Так       |          |
| 2000 | к/м | Прогулянка на Дикій Стороні | Walking on the Wild Side | Так     | Так       | Так      |
| 2005 |     | Айсберг                     | L'iceberg                | Так     | Так       | Так      |
| 2008 |     | Румба                       | Rumba                    | Так     | Так       | Так      |
| 2011 |     | Фея                         | La fée                   | Так     | Так       |          |
| 2016 |     | Дива в Парижі               | Paris pieds nus          | Так     | Так       | Так      |

## Визнання
| Рік                                                   | Категорія                                                         | Фільм                                            | Результат    |
| ----------------------------------------------------- | ----------------------------------------------------------------- | ------------------------------------------------ | ------------ |
| Кінофестиваль в Аванці (Португалія)                   |                                                                   |                                                  |              |
| 1998                                                  | Найкраща акторська гра                                            | Розіта (з Домініком Абелем)                      | Перемога     |
| 2000                                                  | Приз кіно — Найкращий короткометражний фільм                      | Прогулянка на Дикій Стороні (з Домініком Абелем) | Перемога     |
| Міжнародний кінофестиваль Форт-Лодердейл              |                                                                   |                                                  |              |
| 2000                                                  | Приз журі — Найкраща короткометражна комедія (з Домініком Абелем) | Прогулянка на Дикій Стороні                      | Перемога     |
| Міжнародний кінофестиваль франкомовного кіно в Намюрі |                                                                   |                                                  |              |
| 2000                                                  | Золотий Баярд за найкращий фільм                                  | Прогулянка на Дикій Стороні (з Домініком Абелем) | Перемога     |
| 2000                                                  | Найкращий бельгійсько-французький фільм                           | Прогулянка на Дикій Стороні (з Домініком Абелем) | Перемога     |
| 2005                                                  | Золотий Баярд за найкращий фільм                                  | Айсберг (з Домініком Абелем і Бруно Ромі)        | Номінація    |
| Київський міжнародний кінофестиваль «Молодість»       |                                                                   |                                                  |              |
| 2005                                                  | Скіфський олень за найкращий фільм                                | Айсберг (з Домініком Абелем і Бруно Ромі)        | Номінація    |
| Кінофестиваль в Боготі                                |                                                                   |                                                  |              |
| 2005                                                  | Приз за найкращий фільм                                           | Айсберг (з Домініком Абелем і Бруно Ромі)        | Перемога     |
| Міжнародний кінофестиваль в Сіеттлі                   |                                                                   |                                                  |              |
| 2006                                                  | Golden Space Needle найкращій акторці                             | Айсберг                                          | Перемога     |
| Афінський міжнародний кінофестиваль                   |                                                                   |                                                  |              |
| 2008                                                  | Приз аудиторії за найкращий фільм                                 | Румба                                            | Перемога     |
| Канський міжнародний кінофестиваль                    |                                                                   |                                                  |              |
| 2011                                                  | Приз Міжнародної конфедерації художнього кіно (C.I.C.A.E.)        | Фея (з Домініком Абелем і Бруно Ромі)            | Номінація    |
| Гемптонський міжнародний кінофестиваль                |                                                                   |                                                  |              |
| 2011                                                  | Золота морська зірка за художню особливість                       | Фея (з Домініком Абелем і Бруно Ромі)            | Перемога     |
| Премія «Магрітт»                                      |                                                                   |                                                  |              |
| 2012                                                  | Найкращий фільм                                                   | Фея (з Домініком Абелем і Бруно Ромі)            | Номінація    |
| 2012                                                  | Найкращий режисер                                                 | Фея (з Домініком Абелем і Бруно Ромі)            | Номінація    |
| 2018                                                  | Найкращий фільм (з Домініком Абелем)                              | Дива в Парижі                                    | Номінація    |
| 2018                                                  | Найкраща акторка                                                  | Дива в Парижі                                    | Номінація    |
| Міжнародний кінофестиваль у Денвері                   |                                                                   |                                                  |              |
| 2016                                                  | Приз Данина (з Домініком Абелем)                                  | Приз Данина (з Домініком Абелем)                 | Перемога     |
| 2016                                                  | Приз Рідкісна перлина                                             | Дива в Парижі (з Домініком Абелем)               | Перемога     |
| Премія «Люм'єр»                                       |                                                                   |                                                  |              |
| 2018                                                  | Найкращий франкомовний фільм                                      | Дива в Парижі (з Домініком Абелем)               | В очікуванні |

## Громадська позиція
У липні 2018 підтримала петицію Асоціації французьких кінорежисерів на захист ув'язненого у Росії українського режисера Олега Сенцова